# Bärbel Rädisch
Bärbel Rädisch (* 1942 in Wuppertal) ist eine deutsche Autorin.

## Leben
Rädisch ist gelernte Drogistin. Sie hat in verschiedenen medizinischen Berufen gearbeitet. Sie lebte ab 1962 in Berlin, nach ihrer Heirat 1966 in Bremen und seit etwa dem Jahr 2000 hat sie ihren Wohnsitz in Hohenmoor in Niedersachsen.

## Werke (Auswahl)
- Wer um alle Rosen wüßte. (Roman), Der Neue! Verlag, Delmenhorst 1998; ISBN 3-932373-10-3
- Schwimm, Benno! (Roman), Geest-Verlag, Vechta-Langförden 2008; ISBN 978-3-86685-114-6
- Mohrenkopf. Kriminalroman im Bremer Kunstmilieu. Acabus Verlag, Hamburg 2010; ISBN 978-3-941404-25-0
- Kein Wort – Nie. Die tragischen Folgen einer Familienlüge. (Roman), Kellner Verlag, Bremen/Boston 2019

## Auszeichnungen
- Preisträgerin 1995/96 im Rahmen des Wettbewerbs der VHS-Niedersachsen und der Niedersächsischen Lottostiftung mit der Kurzgeschichte Fräulein Bergendonks Pferd.
- 1999 Preisträgerin beim 5. Concorso Internazionale di poesia, Benevento (Italien) mit dem Gedicht Buon giono verde.